# Eukoenenia cavatica
Espèce
Eukoenenia cavatica est une espèce de palpigrades de la famille des Eukoeneniidae.

## Distribution
Cette espèce est endémique du Minas Gerais au Brésil. Elle se rencontre dans la grotte Gruta Cazanga à Arcos.

## Description
Le mâle holotype mesure 1,410 mm.

## Publication originale
- Souza & Ferreira, 2016 : Two new troglobiotic palpigrades (Palpigradi: Eukoeneniidae) from Brazil. Zootaxa, no 4171(2), p. 246–258.